# Tylomys panamensis
Tylomys panamensis é uma espécie de roedor da família Cricetidae.
Apenas pode ser encontrada no Panamá.